# قائمة الخلفاء العباسيين
قائمة الخُلفاء العبَّاسيين، هي قائمة تشمل سلسلة الحُكام في الدولة العبَّاسية الذين حكموا العالم الإسلامي من حاضرة الخلافة بغداد غالبًا. ينحدر الخُلفاء من العبَّاس بن عبد المطلب، عم النبي مُحمَّد صلى الله عليه وسلم. امتدت فترة حكمهم منذ تأسيس دولتهم سنة 132هـ / 750م، بعد نجاح ثورتهم في الاستيلاء على معظم العالم الإسلامي وإطاحتهم بالحكم الأموي. استمر العبَّاسيين فعليًا في خلافة الأمة لما يزيد عن خمسة قرون، حتى سقوط بغداد على يد المغُول سنة 656هـ / 1258م. تعد السُّلالة العبَّاسية ثاني أطول سلالة إسلاميَّة حاكمة في التاريخ.
تُعد بغداد، التي أسسها الخليفة الثاني أبو جعفر المنصور، مركز الخلافة العبَّاسية ومعظم فترة حكمهم، وشهدت في ظلها ازدهارًا حضاريًا وعلميًا كبيرًا في مختلف المجالات جعلها حاضرة العالم الإسلامي. ومع أن الخلافة شهدت تضعضعًا وأزمات وسيطرة قوى عديدة بعد قرابة المائة عام من تأسيسها، غير أن الخلافة استمرت في بني العبَّاس. على الرغم من انتهاء الخلافة فعليًا في بغداد بمقتل آخر خلفائها المستعصم بالله على يد المغول، استمرت الخلافة رمزيًا في القاهرة تحت رعاية المماليك بدءًا من سنة 660هـ / 1261م، بعد استقدام أحد الناجين من البيت العبَّاسي.
ظلت الخلافة الرمزية قائمة في القاهرة حتى الغزو العثماني لمصر سنة 923هـ / 1517م وإطاحتهم بالدولة المملوكيَّة الراعية للخُلفاء العبَّاسيين، ثم انتقل لقب الخلافة للسلطان سليم الأول. تميز العصر العباسي بظهور الألقاب التي اتخذها الخلفاء مثل السفاح والمهدي والهادي والرشيد، وهو ما اختلف عن سابقيهم من بنو أمية.

## جدول الخلفاء
| # | تخطيط | الخليفة                    | فترة الخلافة                                                               | مُلاحظات |
| --- | ----- | -------------------------- | -------------------------------------------------------------------------- | --- |
| العَصْرُ العَبَّاسِيُّ الذَّهبي (العَصْرُ العبَّاسِيّ الأوَّل) (132 - 232 هـ) / (750 - 847 م) يشمل هذا العصر تسعة خلفاء أولهم السفاح وآخرهم الواثق، حيث استطاع العبَّاسِيُّون تأكيد قوة خلافتهم ونُفوذهم، وهو العصرُ الذهبيّ لتاريخ الدَّولة. |       |                            |                                                                            | |
| 1 |       | عبدُ الله السفَّاح            | (23 ربيعُ الآخِر 132 - 11 ذو الحجَّة 136 هـ) (25 يناير 750 - 8 يونيو 754م)     | - ابن الإمام مُحَمَّد بن علي العبَّاسي، ورَيْطة الحارثية. - حكم حتى وفاته.                                                                                              |
| 2 |       | عبدُ الله المَنْصُور           | (13 ذو الحجَّة 136 - 6 ذو الحجَّة 158 هـ) (10 يونيو 754 - 6 أكتوبر 775م)       | - ابن الإمام مُحَمَّد بن علي العبَّاسي، وسلامة البَربريَّة. - حكم حتى وفاته.                                                                                             |
| 3 |       | مُحَمَّد المِهْديّ                | (6 ذو الحجة 158 - 8 محرم 169 هـ) (6 أكتوبر 775 - 4 أغسطس 785م)             | - ابن الخليفة أبُو جَعْفَر المَنْصُور ، وأم موسى الحِمْيَرِيَّة. - حكم حتى وفاته.                                                                                            |
| 4 |       | مُوسى الهادِي                | (22 مُحرَّم 169 - 15 ربيع الأوَّل 170 هـ) (4 أغسطس 785 - 14 سبتمبر 786م)        | - ابن الخليفة محمد المهدي، والخَيْزَران اليمانيَّة. - حكم حتى وفاته.                                                                                                 |
| 5 |       | هارُون الرَّشيد               | (15 ربيع الأوَّل 170 - 3 جُمادى الآخرة 193 هـ) (14 سبتمبر 786 - 25 مارس 809م) | - ابن الخليفة محمد المهدي، والخيزران اليمانيَّة. - حكم حتى وفاته.                                                                                                 |
| 6 |       | مُحَمَّد الأمين                | (4 جُمادى الآخرة 193 - 25 مُحرم 198 هـ) (25 مارس 809 - 27 سبتمبر 813م)       | - ابن الخليفة هارُون الرَّشيد، وزُبيدة الهاشِميَّة. - حكم حتى مقتله.                                                                                                   |
| 7 |       | عبدُ الله المأمُون           | (25 مُحرم 198 - 18 رجب 218 هـ) (27 سبتمبر 813 - 9 أغسطس 833م)               | - ابن الخليفة هارون الرشيد، ومراجِل الباذِغِيسيَّة. - حكم حتى وفاته.                                                                                                 |
| 8 |       | مُحَمَّد المُعْتَصِم بالله         | (18 رجب 218 - 18 ربيع الأوَّل 227هـ) (8 أغسطس 833 - 5 يناير 842م)            | - ابن الخليفة هارُون الرَّشيد، وماردة التُّركيَّة. - حكم حتى مماته. |
| 9 |       | هارون الواثِق بالله         | (18 ربيع الأوَّل 227 - 24 ذو الحجة 232هـ) (5 يناير 842 - 10 أُغُسطُس 847م)      | - ابن الخليفة المُعْتَصِم بالله، وقراطيس الرُّوميَّة. - حكم حتى مماته.                                                                                                  |
| العَصْر العَبَّاسِيُّ الثَّاني (عصر النفوذ التُّركي) (232 - 334ھ / 847 - 945م) يشمل هذا العصر 13 خليفة أولهم جَعْفَر المُتوكِّل وآخرهم عبدُ الله المُستكفي. وهذا العصر يُعتبر بداية الضَّعف والانقسامات داخل الخِلافة العبَّاسِيَّة، وظُهور سُلالات جديدة، وشهدت خلع وقتل عددًا من الخُلفاء على يد الأتراك، ورغم أنها فترة ضعف طويلة إلا أنها استُثنت على يد الأمير طلحة المُوفَّق النَّاهض بالخِلافة ومُبعث قُوتها بعد انقسامها، وذلك من زمن المُعتمد حتى المُعتضد. |       |                            |                                                                            | |
| 10 |       | جَعْفَر المُتوكِّل على الله      | (24 ذو الحجة 232 - 4 شوَّال 247هـ) (10 ديسمبر 847 - 11 ديسمبر 861م)          | - ابن المُعْتَصِم بالله، وشُجاع الخوارزميَّة. - قتله الترك بعد التواطؤ مع ابنه المنتصر ليخلفه في الحكم.                                                                |
| 11 |       | مُحَمَّد المُنْتَصِر بالله         | (4 شوَّال 247 - 5 ربيع الآخِر 248هـ) (11 ديسمبر 861 - 7 يونيو 862م)           | - ابن المتوكل على الله، و حبشية الرُّوميَّة. - قتله الأتراك بالسمّ.                                                                                                  |
| 12 |       | أحمد المُسْتَعِين بالله        | (6 ربيع الآخر 248 - 4 مُحرَّم 252هـ) (8 يُونيو 862 - 25 يناير 866م)            | - ابن المُعْتَصِم بالله، ومخارق الصُّقليَّة. - خلع نفسه في 4 محرم 252 هـ.                                                                                               |
| 13 |       | مُحَمَّد المُعْتَز بالله          | (4 مُحرَّم 252 - 27 رجب 255هـ) (25 يناير 866 - 13 يُوليو 869م)                 | - ابن الخليفة المُتوكِّل على الله، وقبيحة الرُّوميَّة. - خلعهُ الأتراك ثم قتلوه.                                                                                        |
| 14 |       | مُحَمَّد المُهْتَدي بالله         | (29 رجب 255 - 16 رجب 256 هـ) (15 يُوليو 869 - 20 يُونيو 870م)                | - ابن الخليفة الواثِق بالله، وقُرب الرُّوميَّة. - قتلهُ الأتراك تعذيبًا.                                                                                                |
| 15 |       | أحمد المُعْتَمِد على الله      | (16 رجب 256 - 19 رجب 279هـ) (20 يُونيو 870 - 14 أُكتُوبر 892م)                | - ابن الخليفة المُتوكِّل على الله، وفتيان الرُّوميَّة. - حكم حتى مماته.                                                                                                |
| 16 |       | أحمد المُعْتَضِد بالله         | (20 رجب 279 - 22 ربيع الآخر 289هـ) (15 أكتوبر 892 - 5 أبريل 902م)          | - ابن الأمير المُوفَّق بالله، وضِرار الرُّوميَّة. - حكم حتى مماته. |
| 17 |       | عَلِيٌّ المُكْتفي بالله          | (22 ربيع الآخر 289 - ذو القعدة 295هـ) (5 أبريل 902 - 13 أُغُسطُس 908م)        | - ابن الخليفة المُعْتَضِد بالله، وجيجك التُّركيَّة. - حكم حتى مماته. |
| 18 |       | جَعْفَر المُقْتَدِر بالله         | (ذو القعدة 295 - 20 شوَّال 320هـ) (13 أُُغُسطُس 908 - 31 أُكتُوبر 932م)            | - ابن الخليفة المُعْتَضِد بالله، وشَغَب الرُّوميَّة. - خُلع من مؤنس الخادم في مُحرم 317 هـ وعُين القاهِر بالله بدلًا عنه مُؤقتًا لأيام ثم عاد للحُكم في 17 محرم حتى قُتل لاحقًا.    |
| 19 |       | مُحَمَّد القاهِر بالله          | (20 شوَّال 320 - 2 جُمادى الأولى 322هـ) (31 أُكتُوبر 932 - 24 أبريل 934م)       | - ابن الخليفة المُعْتَضِد بالله، وفِتْنة. - خُلع وسُملت عيناه. |
| 20 |       | مُحَمَّد الرَّاضِي بالله          | (6 جُمادى الأولى 322 - 15 ربيع الأوَّل 329هـ) (29 أبريل 934 - 12 ديسمبر 940م) | - ابن الخليفة المُقْتَدِر بالله، وظلوم الرُّوميَّة. - حكم حتى وفاته. |
| 21 |       | إبراهيم المُتَّقي لله         | (20 ربيع الأوَّل 329 - 14 صفر 333هـ) (17 ديسمبر 940 - 26 أُغسطُس 944م)         | - ابن الخليفة المُقْتَدِر بالله، وخلُوب الرُّوميَّة. - خُلع بعد أن سملت عيناه، ثم سجن 25 سنة حتى وفاته عام 357هـ.                                                         |
| 22 |       | عبدُ الله المُسْتَكْفِي بالله    | (14 صَفَر 333 - 22 جُمادى الآخرة 334هـ) (17 ديسمبر 944 - 2 فبراير 946م)       | - ابن المُكْتفي بالله، وغُصن الرُّوميَّة. - استولى البويهيون على أزِمّة الحكم في عهده، ثم خلعوه وسجنوه حتى وفاته، وبايعوا الفضلَ بن المقتدر ولُقِّب بالمطيع لله.             |
| العَصْرُ العبَّاسِيُّ الثَّالِث (عصر النفوذ البويهي) (334 - 447 هـ / 945 - 1055 م) خلفاء هذا العصر خمسة خلفاء، أولهم المستكفي بالله وآخرهم القائم بأمر الله. وقد زادت دولة الخلافة العباسية في هذا العصر ضعفًا. |       |                            |                                                                            | |
| 22 |       | عبدُ الله المُسْتَكْفِي بالله    | (14 صَفَر 333 - 22 جُمادى الآخرة 334هـ) (17 ديسمبر 944 - 2 فبراير 946م)       | - ابن المُكْتفي بالله، وغُصن الرُّوميَّة. - استولى البويهيون على أزِمّة الحكم في عهده، ثم خلعوه وسجنوه حتى وفاته، وبايعوا الفضلَ بن المقتدر ولُقِّب بالمطيع لله.             |
| 23 |       | الفَضْل المُطيع لله           | (22 جُمادى الآخرة 334 - 15 ذو القعدة 363هـ) (2 فبراير 946 - 12 أكتوبر 974م) | - ابن الخليفة المُقتَدِر بالله، ومشعلة الصقلبيَّة. - أصيب بفالج بلسانه عام 363 فخلع نفسه ثم توفي عام 364هـ.                                                          |
| 24 |       | عبدُ الكريم الطَّائِع لله      | (15 ذو القعدة 363 - 12 رمضان 381هـ) (5 أُغُسطُس 974 - 22 نوفمبر 991م)         | - ابن المُطيع لله، وعَتَب الرُّوميَّة. - كتب بهاء الدولة البويهي على الخليفة كتابًا يخلع فيه نفسه عام 381هـ، وبقي عند الخليفة الجديد حتى توفي ليلة عيد الفطر عام 393هـ. |
| 25 |       | أحمد القادِر بالله          | (12 رمضان 381 - 25 ذو القعدة 422هـ) (22 نوفمبر 991 - 29 نوفمبر 1031م)      | - ابن الأمير إسحاق بن الخليفة المُقتدِر بالله، ودُمنة. - حكم حتى مماته.                                                                                            |
| 26 |       | عبدُ الله القائِم بأمر الله  | (25 ذو القعدة 422 - 13 شعبان 467هـ) (29 نوفمبر 1031 - 2 أبريل 1075م)       | - ابن الخليفة القادِر بالله، وبدر الدَّجى الأرمنيَّة. - حكم حتى مماته 45 سنة.                                                                                        |
| العَصْرُ العَبَّاسِيُّ الرَّابِع (عصر النفوذ السَّلجُوقيّ) (446 - 550 هـ / 1055 - 1157 م) خُلفاء هذا العَصْر سِتةُ خُلفاء، وبدأ بعد أن جاء السلاجقة تحت زعامة طغرل بك إلى بغداد بناءً على طلب الخليفة لمواجهة ثورة البساسيري المُؤيد للفاطميين الشيعة في العاصمة بغداد، وقد استعادت فيه الخلافة العبَّاسِيَّة موقعها واسمها، وحكم أوائل خُلفائها بهدوء، إلا أن الفترة الأخيرة شهدت تدخل وإفساد السلاجقة في الحُكم، فخلعوا وقتلوا الخليفتين المُسترشد والراشد، مما جعل الخليفة المُقتفي يُعجل من إنهاء سيطرتهم على بغداد، فكان حصار السلاجقة على بغداد عام 1157 لثلاثة أشهر فاشلًا ومُنهيًا لنُفوذهم. |       |                            |                                                                            | |
| 26 |       | عبدُ الله القائِم بأمر الله  | (25 ذو القعدة 422 - 13 شعبان 467هـ) (29 نوفمبر 1031 - 2 أبريل 1075م)       | - ابن الخليفة القادِر بالله، وبدر الدَّجى الأرمنيَّة. - حكم حتى مماته 45 سنة.                                                                                        |
| 27 |       | عبدُ الله المُقْتَدِي بأمر الله | (13 شعبان 467 - 15 مُحرَّم 487هـ) (2 أبريل 1075 - 3 فبراير 1094م)             | - ابن الأمير مُحَمَّد ذخيرةُ الدِّين ابن الخليفة القادِر بالله وأرجوان الأرمنيَّة. - حكم حتى مماته.                                                                       |
| 28 |       | أحمد المُسْتَظْهِر بالله        | (15 مُحرَّم 487 - 16 ربيع الآخر 512هـ) (3 فبراير 1094 - 6 أُغُسطُس 1118م)        | - ابن الخليفة المُقْتَدِي بأمر الله، وطَيف المصريَّة. - حكم حتى مماته.                                                                                                 |
| 29 |       | الفَضْل المُسْتَرْشِد بالله       | (16 ربيع الآخر 512 - 17 ذو القعدة 529هـ) (6 أُغُسطُس 1118 - 29 أُغُسطُس 1135م)   | - ابن الخليفة المُسْتَظْهِر بالله، ولُبابة الصَّقلُبيَّة. - قُتل عام 529هـ وعمره 45 سنة.                                                                                    |
| 30 |       | المَنْصُور الرَّاشِد بالله       | (27 ذو القعدة 529 - 18 ذو الحجة 530هـ) (29 أُغُسطُس 1135 - 17 سبتمبر 1136م)   | - ابن الخليفة المُسْتَرْشِد بالله، وخُشُف العِراقيَّة. - خُلع بعد سنة وقُتل في أصبهان سنة 532هـ.                                                                            |
| 31 |       | مُحَمَّد المُقْتَفِي لأمر الله     | (18 ذو الحجة 530 - 2 ربيع الآخر 555هـ) (17 سبتمبر 1136 - 12 مارس 1160م)    | - ابن الخليفة المُسْتَرْشِد بالله، وأشين الشاميَّة. - حكم حتى مماته وعمره 66 سنة.                                                                                      |
| العَصْرُ العبَّاسِيُّ الخامِس (عصر النُّهوض الأخير) (551 - 656 هـ / 1156 - 1258 م) خلفاء هذا العصر سبعة خلفاء، أولهم المُقتفي وآخرهم المُستعصم. وقد استعادت فيه الخِلافَة العبَّاسِيَّة قُوتها وسُلطتها، وبات للخليفة هيبتُه وطاعتُه، ولكنها كانت تضم المناطق من الأحواز والبَصْرَة جُنوبًا حتى نواحي المَوْصِل مع تبعيات اسميَّة للخليفة لدى الدُول والممالك الإسلامية المُجاورة، واستمر هذا العصر حتى سُقوط الخِلافَة على يد المَغُول عام 1258م. |       |                            |                                                                            | |
| 31 |       | مُحَمَّد المُقْتَفِي لأمر الله     | (18 ذو الحجة 530 - 2 ربيع الآخر 555هـ) (17 سبتمبر 1136 - 12 مارس 1160م)    | - ابن الخليفة المُسْتَرْشِد بالله، وأشين الشاميَّة. - حكم حتى مماته وعمره 66 سنة.                                                                                      |
| 32 |       | يُوسُف المُسْتَنْجِد بالله        | (2 ربيع الآخر 555 - 9 ربيع الآخر 566هـ) (12 مارس 1160 - 18 ديسمبر 1170م)   | - ابن الخليفة المُقْتَفِي لأمر الله، وطاووس الكرجيَّة. - حكم حتى مماته سنة 566هـ.                                                                                     |
| 33 |       | الحَسَن المُسْتَضِيء بأمر الله   | (9 ربيع الآخر 566 - 2 ذو القعدة 575هـ) (18 ديسمبر 1170 - 27 مارس 1180م)    | - ابن الخليفة المُسْتَنْجِد بالله، وغضَّة الأرمنيَّة. - انتهت الدولة العبيدية في عهده عام 567هـ. - حكم حتى مماته.                                                        |
| 34 |       | أحمد النَّاصِر لدين الله      | (2 ذو القعدة 575 - 30 رمضان 622هـ) (28 مارس 1180 - 5 أُكتُوبر 1225م)         | - ابن الخليفة المُسْتَضِيء بأمر الله وزُمُرُّد التُّركيَّة. - ظهر الأيوبيون في عهده وفتح صلاح الدين الأيوبي القدس عام 583. - حكم حتى مماته وكانت مدة خلافته 47 سنة.         |
| 35 |       | مُحَمَّد الظَّاهِر بأمر الله      | (30 رمضان 622 - 14 رجب 623هـ) (8 أُكتُوبر 1225 - 10 يُوليو 1226م)             | - ابن الخليفة النَّاصِر لدين الله، وأسماء. - حكم حتى مماته وكانت خلافته تسعة أشهر.                                                                                 |
| 36 |       | المَنْصُور المُسْتَنْصِر بالله     | (14 رجب 623 - 10 جُمادى الآخرة 640هـ) (10 يُوليو 1226 - 5 ديسمبر 1242م)      | - ابن الخليفة الظَّاهِر بأمر الله وتُورك التُّركيَّة. - حكم حتى مماته 10 جمادى الآخرة 640هـ.                                                                            |
| 37 |       | عبدُ الله المُسْتَعْصِم بالله    | (10 جُمادى الآخرة 640 - 14 صفر 656هـ) (5 ديسمبر 1242 - 20 فبراير 1258م)     | - ابن الخليفة المُسْتَنْصِر بالله وهاجر. - دخل التتار عاصمة الخلافة بغداد بعد خيانة الوزير ابن العلقمي له. - قُتل المستعصم رفسًا على يد التتار 14 صفر 656هـ.           |

## خلفاء القاهرة
| # | لقب                                      | الخليفة                     | فترة الخلافة                    |
| --- | ---------------------------------------- | --------------------------- | ------------------------------- |
| العَصْرُ العَبَّاسِيُّ السَّادِس (السلطنة المملوكية) ( 1261م - 1517م) / (659 هـ - 922 هـ) بدأ هذا العصر عندما سمع المستنصر بالله الثاني بانتصار المماليك في معركة عين جالوت ثم توجه إلى القاهرة فأثبت نسبه ثم بايعه السلطان بيبرس بالخلافة. وانتهى عندما دخل سليم الأول 1517م مصر فاتحاً. |                                          |                             |                                 |
| 38 | المستنصر بالله الثاني، أبو القاسم.       | أحمد المستنصر بالله(أ)      | (659هـ - 660هـ) (1261م - 1262م) |
| 39 | الحاكم بأمر الله الأول، أبو العباس.      | أحمد الحاكم بأمر الله       | (660هـ - 701هـ) (1262م - 1302م) |
| 40 | المستكفي بالله، أبو الربيع               | سليمان المستكفي بالله       | (701هـ - 736هـ) (1302م - 1336م) |
| 41 | الواثق بالله الثاني، أبو إسحق            | إبراهيم الواثق بالله        | (736هـ - 742هـ) (1336م - 1341م) |
| 42 | الحاكم بأمر الله الثاني، أبو العباس      | أحمد الحاكم بأمر الله       | (742هـ - 753هـ) (1341م - 1352م) |
| 43 | المعتضد بالله الثاني، أبو الفتح، أبو بكر | أبو بكر المعتضد بالله       | (753هـ - 763هـ) (1352م - 1362م) |
| 44 (1) | المتوكل على الله الأول، أبو عبد الله     | محمد المتوكل على الله       | (763هـ - 779هـ) (1362م - 1377م) |
| 45 (1) | المستعصم بالله الثاني، أبو يحي           | زكريا المستعصم بالله        | (779هـ - 779هـ) (1377م - 1377م) |
| 44 (2) | المتوكل على الله الأول، أبو عبد الله     | محمد المتوكل على الله       | (779هـ - 788هـ) (1377م - 1383م) |
| 46 | الواثق بالله الثالث، أبو حفص             | عمر الواثق بالله            | (788هـ - 785هـ) (1383م – 1386م) |
| 45 (2) | المستعصم بالله الثاني، أبو يحي           | زكريا المستعصم بالله        | (785هـ - 791هـ) (1386م - 1389م) |
| 44 (3) | المتوكل على الله الأول، أبو عبد الله     | محمد المتوكل على الله       | (791هـ - 808هـ) (1389م - 1406م) |
| 47 | المستعين بالله الثاني، أبو الفضل         | العباس المستعين بالله       | (808هـ - 816هـ) (1406م - 1414م) |
| 48 | المعتضد بالله الثالث، أبو الفتح          | داود المعتضد بالله          | (816هـ - 845هـ) (1414م - 1441م) |
| 49 | المستكفي بالله الثالث، أبو الربيع        | سليمان المستكفي بالله       | (845هـ - 854هـ) (1441م - 1451م) |
| 50 | القائم بأمر الله الثاني، أبو البقاء      | حمزة القائم بأمر الله       | (854هـ - 859هـ) (1451م - 1455م) |
| 51 | المستنجد بالله الثاني، أبو المحاسن       | يوسف المستنجد بالله         | (859هـ - 884هـ) (1455م - 1479م) |
| 52 | المتوكل على الله الثاني، أبو العز        | عبد العزيز المتوكل على الله | (884هـ - 903هـ) (1479م - 1497م) |
| 53 (1) | المستمسك بالله، أبو الصبر                | يعقوب المستمسك بالله        | (903هـ - 914هـ) (1497م - 1508م) |
| 54 (1) | المتوكل على الله الثالث                  | محمد المتوكل على الله       | (914هـ - 922هـ) (1508م - 1516م) |
| 53 (2) | المستمسك بالله، أبو الصبر                | يعقوب المستمسك بالله        | (922هـ - 923هـ) (1516م - 1517م) |
| 54 (2) | المتوكل على الله الثالث                  | محمد المتوكل على الله       | (923هـ - 923هـ) (1517م - 1517م) |

## حواش
- أ: ابن محمد الظاهر. كان في السجن عندما اقتحم التتار بغداد، ففتح السجانون أبواب السجون، وأُطلق، وتمكن من الهروب إلى عرب العراق فبقي عندهم حتى سمع بانتصار المماليك في معركة عين جالوت، ثم توجه إلى القاهرة، فأثبت نسبه، ثم بايعه السلطان بيبرس بالخلافة. لُقّب بالمستنصر على لقب أخيه منصور. قُتل في معركة مع التتار 3 محرم 660 هـ.[53]